# Veldigers
Het Veldigers is de variant van de Nedersaksische taal zoals die gesproken wordt in de buurtschap De Velde, ruwweg halverwege gelegen tussen Zwartsluis en Hasselt, ten oosten van Genemuiden. In dit gebied komen het Stellingwerfs, Drents (Zuidwest-Zuid-Drents) en Sallands samen. Het Veldigers kan beschouwd worden als onderdeel van het Sallands.

## Kenmerken en classificering
Het Veldigers vormt verkleinwoorden op de uitgang -ien en met umlaut. De umlaut in het verkleinwoord maakt het Veldigers onderdeel van het Sallands. Dat het Veldigers Centraal-Sallands is, blijkt uit het voorkomen van niet opgehoogde klinkers uit de Westfaalse breking. Zo klinken boven en over in het Veldigers als baoven en aover. Verder komen woorden als terug, lucht en sukkelen maar ook de 3e persoon enkelvoud (waar van toepassing) met umlaut terug, dus met een klinker die voor in de mond gevormd wordt. Alle van de hierboven beschreven kenmerken zijn verschillend van het Sluzigers dat in Zwartsluis gesproken wordt, behalve de vorming van verkleinwoorden met -ien. Verder komt bij enkel de oudste generatie die het Sluzigers spreekt de ao eveneens terug. Verder heeft het Veldigers net als Sluzigers sk in anlaut in plaats van sch.